# Miguel Frasquilho
Miguel Jorge Reis Antunes Frasquilho (Lisboa, 12 de Novembro de 1965) é um economista, gestor e político português.

## Biografia
É licenciado em Economia pela Faculdade de Ciências Económicas e Empresariais da Universidade Católica Portuguesa e mestre em Teoria Económicapela Faculdade de Economia da Universidade Nova de Lisboa. Possui o curso de Educação Musical do Conservatório Nacional, bem como a frequência do 12.º grau do curso de piano e o 2.º ano do curso de História da Música. 
Desde 2023 é Partner da United Business. 
Desde 2023 é Presidente do Conselho Estratégico para a Atração de IDE, CIP (Confederação Empresarial de Portugal).
Desde 2020 é Presidente do Conselho Estratégico do Grupo FNWAY Consulting.
Desde 2019 é Presidente da Mesa da Assembleia Geral, Câmara de Comércio e Indústria Portugal – Hong Kong.
Foi Diretor da CI&T para o sul da Europa (NYSE: CINT, especialista global em transformação digital) entre 2022 e 2023.
Foi Presidente do Conselho de Administração da TAP – Transportes Aéreos Portugueses, SGPS, S.A. entre Julho de 2017 e 2021. 
Foi Presidente da Agência para o Investimento e o Comércio Externo de Portugal), entre Abril de 2014 e Abril de 2017.
Foi deputado à Assembleia da República pelo Partido Social Democrata entre 9 de Abril de 2003 e 24 de Abril de 2014, tendo sido Vice-Presidente do Grupo Parlamentar do PSD (entre Março de 2004 e Outubro de 2007, e entre Outubro de 2009 e Abril de 2014), Presidente da Comissão Parlamentar Permanente de Obras Públicas, Transportes e Comunicações (entre Outubro de 2007 e Outubro de 2009) e Vice-Presidente da Comissão Parlamentar de Acompanhamento das Medidas do Programa de Assistência Financeira a Portugal (entre Junho de 2011 e Abril de 2014). 
Foi Director-Coordenador do departamento Espírito Santo Research entre Julho de 2003 e Abril de 2014, coordenando o research do Grupo Banco Espírito Santo.
Participou na Comissão de Reforma do IRC, cujos trabalhos decorreram entre Janeiro e Julho de 2013.
Foi Secretário de Estado do Tesouro e das Finanças do XV Governo Constitucional entre 8 de Abril de 2002 e 8 de Abril de 2003.
Foi eleito deputado à Assembleia da República pelo Partido Social Democrata no distrito de Setúbal, como cabeça de lista, em Março de 2002. Em 8 de Abril suspendeu o mandato, em virtude de ter integrado o XV Governo Constitucional.

## Publicações
É autor do livro “As Raízes do Mal, a Troika e o Futuro”, publicado em Maio de 2013. 
É co-autor do livro “Portugal e o Futuro – Homenagem a Ernâni Lopes”, publicado em Maio de 2011, juntamente com os Profs. Vasconcellos e Sá, Daniel Bessa, Luís Cabral, João Duque, João César das Neves e Ricardo Reis, e os Drs. Cantigas Esteves e Poças Esteves.
É co-autor dos livros “4R – Quarta República” e “As Farpas da Quarta”, que contêm compilações de textos dos dez autores do blog '“Quarta República”, e foram publicados, respectivamente, em Outubro de 2007 e Setembro de 2009.